# Batterie d’évaluation des praxies
 (avril 2014).
La batterie d’évaluation des praxies (BEP) est un protocole psychologique, mis au point par Van der Linden et Peigneux en 1994 destiné à l’évaluation des praxies gestuelles des membres supérieurs. 

## Caractéristiques
Ces tests visent à rendre compte des différentes dissociations de performance observées auprès de patients ayant une lésion cérébrale, principalement  en ce qui concerne :
- la production de gestes
- la réception de gestes
- l’imitation de gestes avec signification
- l’imitation de gestes sans signification

La conception de la BEP, de la sélection des items au mode d’évaluation des erreurs, a pour objectif d’analyser les troubles apraxiques.
Cette batterie de tests neuropsychologiques est uniquement française et ne bénéficie pas de reconnaissance internationale.